# إدي أينهورن
إدي أينهورن (بالإنجليزية: Eddie Einhorn)‏ هو لاعب كرة قاعدة وشخصية أعمال أمريكي، ولد في 3 يناير 1936، وتوفي في 24 فبراير 2016.

## وصلات خارجية
- إدي أينهورن على موقع قاعة المشاهير الجامعة الوطنية لكرة السلة (الإنجليزية)